# Francesco Griselini
Francesco Griselini, nato Greselin (Venezia, 12 agosto 1717 – Milano, 5 settembre 1787), è stato un naturalista e botanico italiano.

## Biografia
Figlio di Marco, tessitore e tintore di seta, ed Elisabetta Sperafigo, proveniente da una famiglia milanese di commercianti di seta.
In gioventù, dopo aver abbandonato la carriera ecclesiastica, acquisì una buona cultura da autodidatta in lettere, belle arti e fisica naturale. Il disegno di maschere, i ricami, le illustrazioni di libri, di mappe e di carte geografiche, furono le principali attività con cui, dopo il matrimonio, contratto il 28 novembre 1743, con l'istriana Libera Lucia Plammuller, sostentò la sua modesta esistenza. Nel 1756-1757 diventò l'incisore e disegnatore di fiducia dei librai Bassaglia.
Nel 1760-1762, forte dell'appoggio del senatore Marco Foscarini, ottenne l'incarico molto prestigioso di restaurare le mappe nella sala dello Scudo, ricavando un compenso di milleottocento ducati. 
Griselini, attento lettore dei philosophes francesi, inglesi ed italiani, ma anche di libri scientifici, scrisse commedie e saggi, diresse giornali e curò dizionari.
Nel 1752, abbandonati temporaneamente gli studi di storia naturale, si lanciò nell'agone teatrale e nel giro di poco tempo scrisse alcune commedie, genere che andava molto di moda, scrivendo «Il marito dissoluto», «I liberi muratori», del 1754, che fu un'apologia degli ideali massonici, «Socrate filosofo sapientissimo» del 1755, «La schiava del serraglio dell'Agà dè giannizzeri in Costantinopoli» e «Reginella o La virtuosa», le ultime due scritte nel 1756.
I primi lavori scientifici, l'attività teatrale e il lavoro di restauro alle mappe dimostrano che Francesco Griselini era ben inserito nella vita culturale di Venezia e l'amicizia con il patrizio Marco Foscarini lo spinsero ad intervenire su un dibattito politico-religioso nel segno tradizionale del giurisdizionalismo veneziano, ispirato alla lezione di Paolo Sarpi.
Nel 1760 fu impegnato a sostenere una polemica politico-religiosa contro alcuni pubblicisti della curia romana, la quale riguardò la presunta eterodossia, sostenuta con particolare acidità da Appiano Buonafede, del Paolo Sarpi. Griselini, in difesa del servita, trasse una bellissima biografia, cioè le «Memorie anedote spettanti alla vita ed agli studi del sommo filosofo e giureconsulto F. Paolo servita, raccolte ed organizzate da F. Griselini», che fu una risposta polemica ai gesuiti, ma fondata su un'accurata ricerca documentaria. La polemica sulla biografia sarpiana proiettò Griselini pienamente nella vita culturale della Venezia dei «lumi». 
Dal 1763 Griselini si interessò sempre di più all'agricoltura ed all'agronomia, col breve opuscolo «Nuova maniera di seminare e coltivare il frumento», in cui descrisse una macchina seminatrice inventata dall'inglese Jethro Tull.
L'interesse dell'opinione pubblica per i problemi delle campagne lo portarono l'anno dopo ad intraprendere la carriera giornalistica. Diresse il «Giornale d'Italia spettante alla scienza naturale e principalmente all'agricoltura, alle arti ed al commercio», posto sotto la protezione dei Cinque savi alla mercanzia e destinato a diventare il tramite tra la classe politica veneziana ed i ceti più attivi di Terraferma sugli studi agrari del Settecento veneto, il «Corrier Letterario», mezzo di diffusione dell'«Enciclopedia», del «Caffè» e di altre opere dell'Illuminismo europeo, e il «Magazzino italiano», imitazione dell'analogo periodico inglese.
Nel 1768 avviò, presso Modesto Fenzo, il «Dizionario delle arti e de' mestieri», poi continuato dall'abate Marco Fassadoni, grande opera enciclopedica riguardante l'agricoltura e l'industria.
Negli anni settanta, Francesco Griselini si aspettò, assieme ad altri uomini di punta dei Lumi veneti, di essere associato dal governo nel moto riformistico che mirava a cambiare la situazione economica e sociale nelle campagne venete, ma il movimento per un «Dispotismo illuminato» a Venezia non decollò mai.
Massone, Griselini fu membro di una loggia veneziana ricostituita verso il 1753.
Dopodiché, nel 1774, Griselini lasciò Venezia, deluso dalla mancanza di volontà riformatrice da parte del ceto dirigente, per seguire il conte Giuseppe Brigido in un lungo viaggio nel Banato di Temeswar, oggi Timișoara, da Trieste sino ai confini dell'Impero ottomano.
Nel 1776 ottenne da Kaunitz e dall'imperatrice Maria Teresa l'incarico di Segretario presso la nascente Società Patriottica di Milano, grazie all'appoggio del conte Brigido e d'influenti massoni viennesi, ma fu ben presto travolto da aspre polemiche e dovette dimettersi qualche anno dopo.
Gli ultimi anni di vita furono molto tristi per Griselini, perché fu colpito da una malattia mentale e finì nell'ospedale Fatebenfratelli di Milano dove morì nel 1787.

## L'attività editoriale
Nel «Giornale d'Italia», come in tutte le sue iniziative, lo sguardo di Griselini, intento ad un programma di rinnovamento, si volse continuamente, in ogni caso, verso il passato, misurando sempre il nuovo con l'opera dei padri.

Sulle manifatture, Griselini notò, con esattezza, le date di fondazione delle varie imprese, la quantità e la qualità dei prodotti e quante persone erano impiegate, additò solitamente gli esempi più riusciti, come le telerie friulane, alcune fabbriche veneziane di panni, i setifici vicentini. I casi di intraprendenza citati da Griselini, sebbene importanti e fruttiferi, erano rimasti sporadici, ne' potevano rimettere Venezia al centro dei commerci, erano solamente riusciti a modificare l'animo di qualche imprenditore, ma non a trasformare la vita della Repubblica.

Pertanto si fece sempre più largo la convinzione di proporre una politica economica nuova che avesse messo al centro l'agricoltura per migliorare la produttività delle campagne.